# ドメニコ・フォンターナ

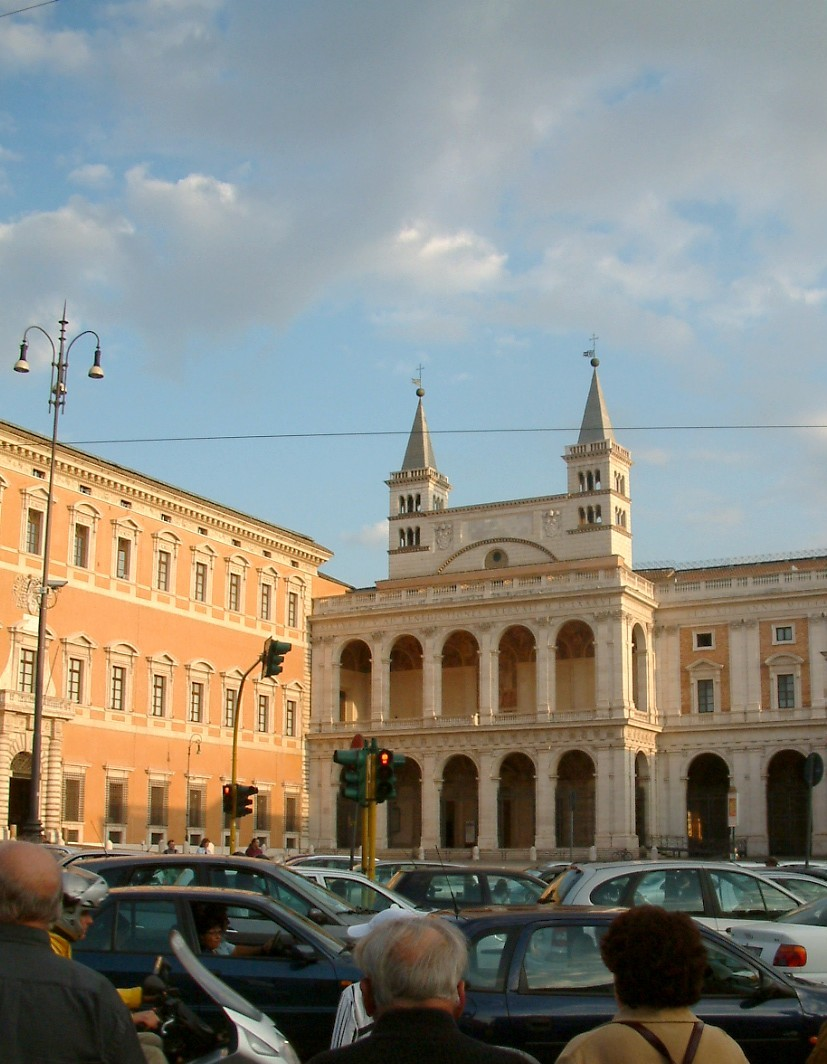
San Giovanni:建物の北面

ドメニコ・フォンターナ（Domenico Fontana, 1543年 - 1607年6月28日）は、ルネサンス期のイタリアの建築家。

## 生涯
ルガーノ湖近くのメリーデに生まれ、ナポリで没した。ミケランジェロの死ぬ前にローマに行き、古代や最新の職人の作品を深く勉強した。フォンターナの最初の建築計画は、モンタルト枢機卿のパスクイーノ広場の別荘でした。

## ローマにある建築作品
- ヴィッラ・モンタルト(Villa Montalto - Massimo)ヴィッラ・パッレッティ(Villa Perretti)とも。 (1570年)
- サン・ルイージ・デイ・フランチェージ教会(San Luigi dei Francesi, 1589年)の改築
- フェリクス水道
- フェリクス水道の泉（モーゼの泉） (1587年)
- ラテラーノ地区にある、ラテラーノ宮殿(Palazzo del Laterano)、ベネディツィオーニの回廊(Loggia delle Benedizioni) - スカーラ・サンタ(Scala Santa, 聖なる階段) (1586年-1588年)
- バチカンの教皇宮殿(Palazzi papali) (1587年)
- オベリスクの設置:サン・ピエトロ広場、ポポロ広場、サン・ジョヴァンニ広場、エスクイリーノ広場。
- トライアヌスのコロンナ(Colonna Traianea)とマルクス・アウレリウス(Colonna di Marco Aurelio)のコロンナの整理
- サンタ・マリア・マッジョーレのシスティーナ礼拝堂(Cappella Sistina di Santa Maria Maggiore)
- クイリナーレ宮殿のモンテカヴァッロ広場に面した部分(Palazzo del Quirinale, la parte su Piazza Montecavallo)
- クアットロ・フォンターネ(Quattro Fontane)辻のフェリーチェ通り(Via Felice)の実現。